# 第18師管
第18師管（だいじゅうはちしかん）は、1907年から1925年まであった日本陸軍の管区で、当時全国に18置かれた師管の一つである。福岡県の久留米に司令部を置いた第18師団が管轄した。1907年の6個師団増設で設置され、1925年の宇垣軍縮で廃止された。

## 師団と師管
師団制の師管は同じ番号の師団のための徴兵と密接に結びついており、第18師団の兵士は第18師管に戸籍を持つ男子から徴集された。また、第18師管から徴兵された兵士は第18師団に入るのが原則であった。が、これにはいくつか例外がある。まず、独自の師管を持たない近衛師団には、全国の師管から兵士が送られた。また、全国の師管は植民地にいる部隊にも分担して兵卒を送っており、第18師管には台湾守備隊など台湾の部隊への配分があった。年によっては他師団への融通もあった。一例として1921年（大正10年）に第18師管で徴集する兵卒の配分計画をみると、第18師団に4692人、台湾に235人、第12師団の砲兵隊に126人、近衛師団に62人を配分することになっていた。

## 区域の変遷

### 対馬を除く長崎県、佐賀県の大部分、福岡県の筑後地方、熊本県の一部 (1907 - 1913)
1907年、陸軍が6個師団を増設を決めると、明治40年軍令陸第3号（9月17日制定、18日公布、施行は後日）による陸軍管区表改定で、師管の区割りも変更された。第18師管はこのとき設けられた。長崎県のうち対馬を除いた大部分と、佐賀県のうち東松浦郡・西松浦郡を除いた大部分、そして福岡県のうち筑後国にあたる地域、それから熊本県北西の菊池郡・鹿本郡・玉名郡・天草郡の4郡、あわせて4県にまたがっていた。師管は2つの旅管、4つの連隊区に分けられた。これ以後境界変更はあったが、連隊区の構成は廃止まで変わらなかった。
- 第18師管（1907年9月以降 - 1924年5月6日）
  - 第23旅管
    - 大村連隊区
    - 佐賀連隊区

  - 第24旅管
    - 久留米連隊区
    - 高瀬連隊区

### 対馬・壱岐を除く長崎県、佐賀県の大部分、福岡県の筑後地方、熊本県の一部 (1913 - 1915)
1913年、大正2年軍令陸第6号（7月4日制定、5日公布）で陸軍管区表の改定があり、第18師管はその年の12月1日に壱岐郡を第12師管に移した。

### 対馬・壱岐を除く長崎県、佐賀県の大部分、福岡県の筑後地方と朝倉郡、熊本県の一部 (1915 - 1925)
1915年、大正4年軍令陸第10号（9月13日制定、14日公布）により陸軍管区表が改定された。このとき、第18師管は第12師管から福岡県朝倉郡を譲られた。
1924年、大正13年軍令陸第5号（5月5日制定、7日公布）による陸軍管区表改定で、旅管が廃止された。区割りは変更せず、旅管がなくなっただけである。
- 第18師管（1924年5月7日 - 1925年4月30日）
  - 大村連隊区
  - 佐賀連隊区
  - 久留米連隊区
  - 高瀬連隊区

## 廃止
1925年の宇垣軍縮で、陸軍は4個師団を削減し、第18師団もその対象になった。大正14年軍令陸第2号（4月6日制定、8日公布、5月1日施行）で、第18師管は廃止された。旧第18師管は大部分が第12師管に属し、熊本県の部分のみ第6師管に割かれた。しかしこのとき、第12師団の司令部以下多くの部隊が小倉から久留米に移ったので、小倉から師団がなくなり、久留米では部隊番号が替わっただけ、という結果になった。